# Edward Dąbrowa
Edward Wojciech Dąbrowa (ur. 1 kwietnia 1949 w Miłkowie) – polski historyk, prof. dr hab. nauk historycznych.

## Życiorys
W 1972 ukończył studia na Wydziale Filozoficzno-Historycznym Uniwersytetu Jagiellońskiego. W 1994 uzyskał tytuł profesorski. Specjalizuje się w historii wojskowości i historii starożytnego Rzymu oraz Izraela.
Obecnie kieruje Zakładem Historii Starożytnej, a także Instytutem Judaistyki na Wydziale Historycznym UJ, jest redaktorem naczelnym wydawanego przez nią pisma Scripta Judaica Cracoviensia.
Jest członkiem Komisji Filologii Klasycznej PAU, Komisji Historii i Kultury Żydów PAU, a także Netherlands Institute for Advanced Study in the Humanities and Social Sciences. Był promotorem 10 rozpraw doktorskich.

## Dzieła
- 1980: L'Asie Mineure sous les Flaviens : recherches sur la politique provinciale
- 1983: La politique de l'État parthe à l'égard de Rome - d'Artaban II à Vologèse I (ca 11-ca 79 de n.e.) et les facteurs qui la conditionnaient
- 1985: Thracia
- 1988: Gaugamela 331 p.n.e., seria Historyczne Bitwy
- 1993: Legio X Fretensis : a prosopographical study of its officers (I-III c.A.D.)
- 1996: Templum gentis Flaviae - pomnik polityki dynastycznej Domicjana
- 1998:	The governors of Roman Syria from Augustus to Septimus Severus
- The Hasmoneans and their state. A Study in History, and the Institutions (Wydawnictwo Uniwersytetu Jagiellońskiego, 2010)